# Hazelton, Kansas
Hazelton är en ort i Barber County i Kansas. Vid 2010 års folkräkning hade Hazelton 93 invånare.